# Lancia Medusa
La Lancia Medusa è una concept car costruita dalla casa automobilistica italiana Lancia nel 1980 e disegnata da Giorgetto Giugiaro.

## Descrizione
La Medusa si basa sul telaio e sulla meccanica della Lancia Beta Montecarlo, utilizzando lo stesso motore Lampredi da 2,0 litri quattro cilindri in linea montato in posizione centrale, da 120 CV erogati a 6.000 giri/min e 170 Nm di coppia massima, accoppiato a un cambio manuale a 5 marce. Rispetto a quest'ultima, però la carrozzeria era a quattro porte.
La Medusa è stata progettata dal designer italiano Giorgetto Giugiaro nel 1979 per essere il più aerodinamica possibile, con un coefficiente di resistenza aerodinamica di 0,263. Tale risultato era raggiunto anche grazie ai fari a scomparsa, alle maniglie delle porte e ai vetri dei finestrini a filo della carrozzeria.